# Lhez
Lhez ist eine französische Gemeinde mit 76 Einwohnern (Stand 1. Januar 2022) im Département Hautes-Pyrénées in der Region Okzitanien (vor 2016: Midi-Pyrénées). Sie gehört zum Arrondissement Tarbes und zum Kanton La Vallée de l’Arros et des Baïses.
Die Einwohner werden Lhézéens und Lhézéennes genannt.

## Geographie
Die Gemeinde Lhez liegt am Arrêt-Darré, circa elf Kilometer ostsüdöstlich von Tarbes in dessen Einzugsbereich (Aire urbaine) in der historischen Grafschaft Bigorre.
Umgeben wird Lhez von den fünf Nachbargemeinden:
| Lespouey |                                             |        |
| Angos    | Kompassrose, die auf Nachbargemeinden zeigt | Bordes |
| Mascaras | Oueilloux                                   |        |

## Einwohnerentwicklung

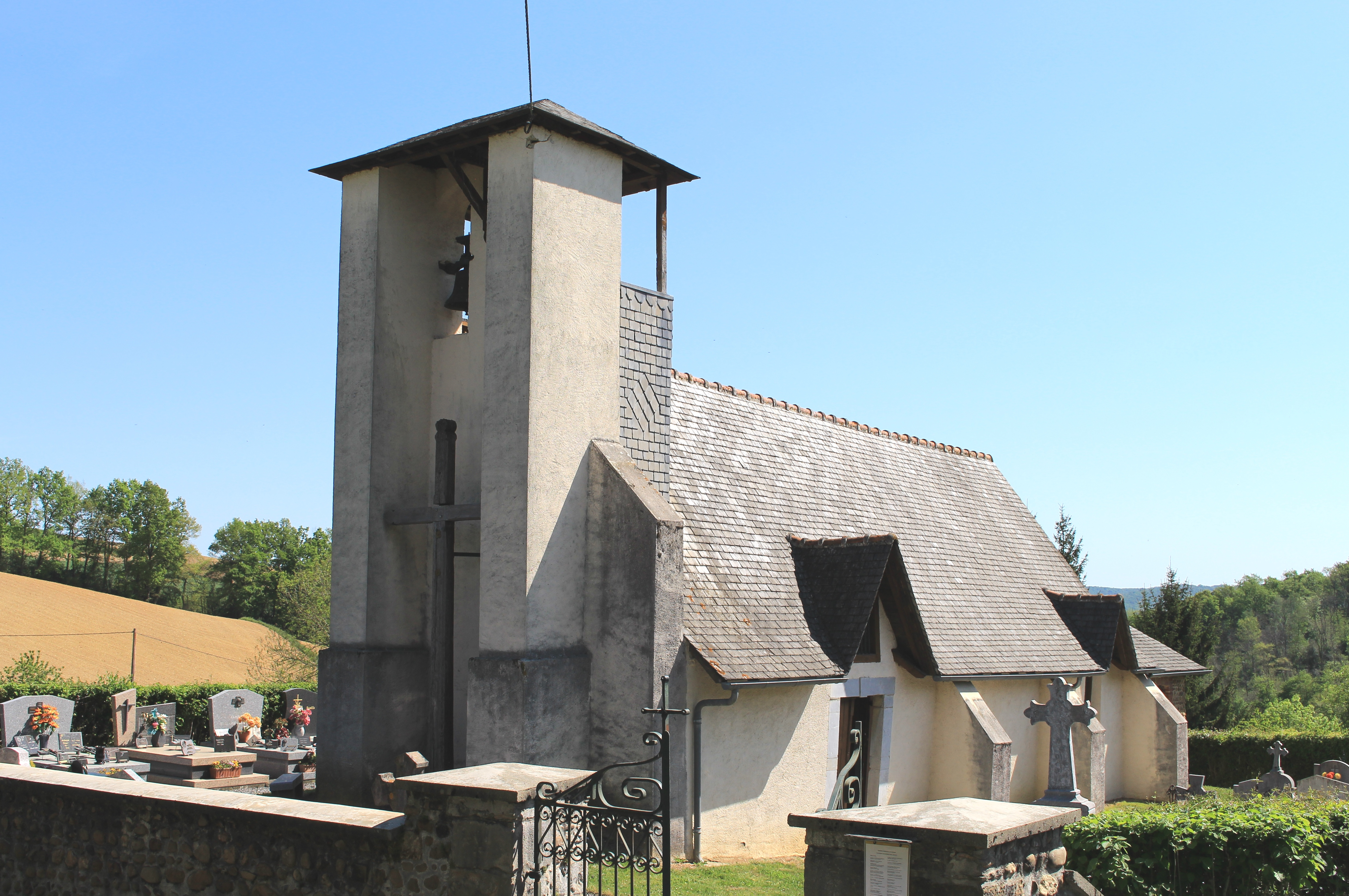
Pfarrkirche Saint-Pierre

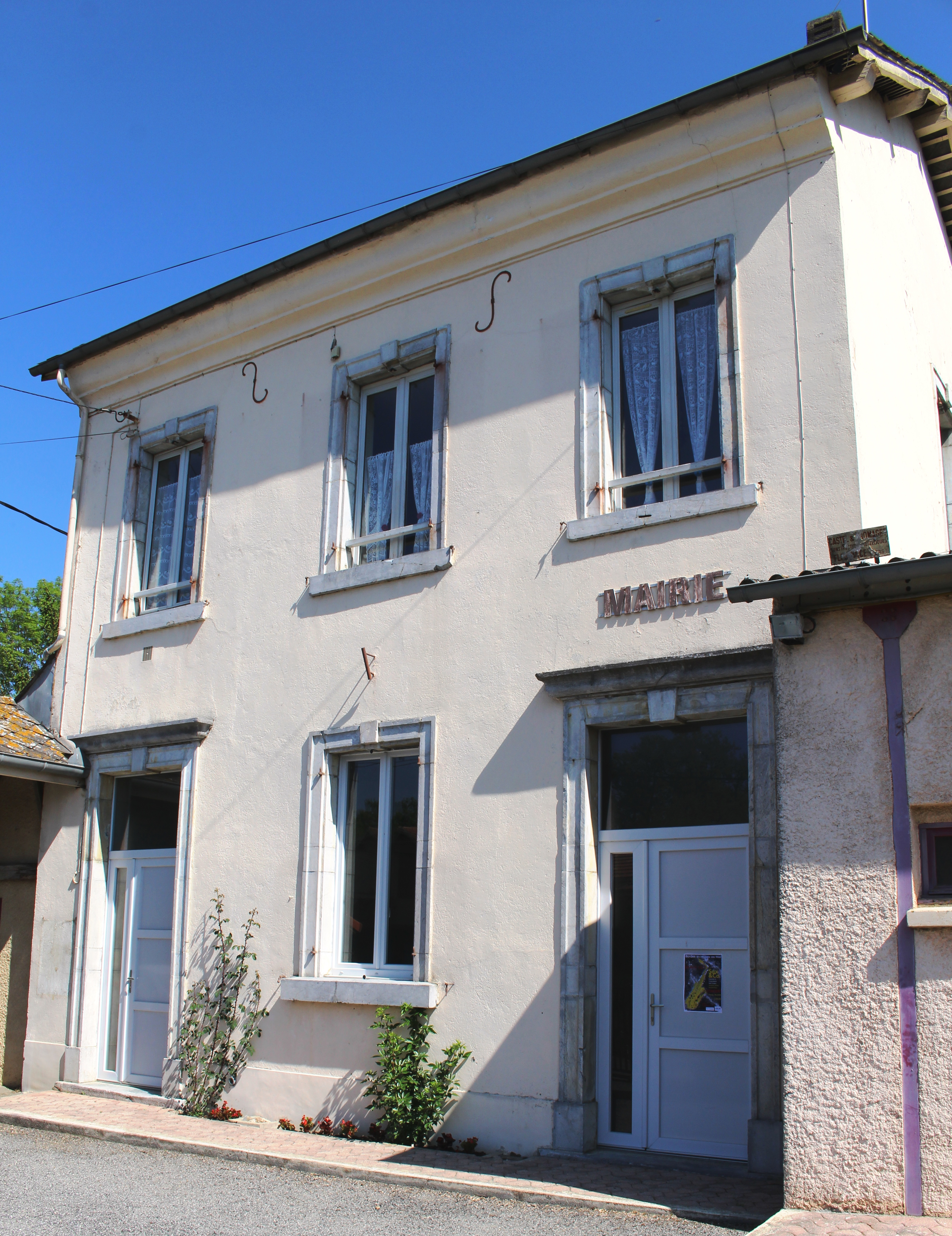
Mairie (Rathaus)

Nach Beginn der Aufzeichnungen stieg die Einwohnerzahl bis zur Mitte des 19. Jahrhunderts auf einen Höchststand von rund 215. In der Folgezeit sank die Größe der Gemeinde bei kurzen Erholungsphasen bis nach dem Zweiten Weltkrieg, als sie sich auf einem Niveau von rund 80 Einwohnern stabilisierte.
| Jahr      | 1962 | 1968 | 1975 | 1982 | 1990 | 1999 | 2006 | 2011 | 2022 |
| --------- | ---- | ---- | ---- | ---- | ---- | ---- | ---- | ---- | ---- |
| Einwohner | 78   | 85   | 71   | 72   | 81   | 81   | 75   | 78   | 76   |

## Sehenswürdigkeiten
- Pfarrkirche Saint-Pierre

## Wirtschaft und Infrastruktur
Lhez liegt in den Zonen AOC der Schweinerasse Porc noir de Bigorre und des Schinkens Jambon noir de Bigorre.

### Verkehr
Lhez wird von der Route départementale 817, der ehemaligen Route nationale 117 durchquert.
Die Autoroute A64, genannt La Pyrénéenne, durchquert das südliche Gemeindegebiet, allerdings ohne direkte Ausfahrt zum Ort. Die am nächsten gelegene Ausfahrt 14 ist circa sechs Kilometer entfernt und bedient die Gemeinde Tournay.
Fernzüge der staatlichen SNCF und Züge einer Linie des TER Occitanie, einer Regionalbahn der SNCF, befahren die Strecke von Pau nach Toulouse, die das Gebiet der Gemeinde ohne Haltepunkt durchquert. Der nächste Bahnhof befindet sich in Tournay.